# 淋しい狩人
『淋しい狩人』（さびしいかりゅうど）は、宮部みゆきによる日本の小説。新潮社より連作短編集として1996年10月に刊行された。その後1997年1月に新潮文庫、2008年3月に新潮社から新装版が刊行された。 
東京下町にある、小さな古本屋「田辺書店」。店主のイワさんと孫の稔が二人で切り盛りする平凡な古本屋を舞台に、大小様々な事件が持ち上がる。本をテーマに描くミステリ。
2013年9月20日にテレビドラマ化した。

## あらすじ
ある雨の日、殺人事件が起きる。遺体の手には38と刻まれて、心臓を刺されていた。その後も同じ手口の事件が続く。
そんな折、下町の小さな古本屋「田辺書店」に安達明子が父親が書いた小説を持って訪れる。事件の内容が父の書いた未完の小説「淋しい狩人」小説の内容に酷似していたので、父の旧友であった店主の岩永幸吉（イワさん）に相談にきたのだった。その手紙は、その小説を心酔し物語の結末をよく理解している自分こそが小説に描かれていることを現実の世界で表現するという内容だった。
幸吉は亡き息子の友人の刑事である樺野俊明に小説と手紙の存在を伝える。すると捜査は新たな局面を迎えることとなるのだった。

## 登場人物

### 主要人物
安達明子
盲目の少女。父は小説家で「寂しい狩人」の作者。母と二人暮らし。
岩永幸吉（イワさん）
古本屋「田辺書店」の店主。料理が得意で嫁・孫の食事を作る。息子は謎の死を遂げた。
稔
幸吉の孫。店を手伝っている。
梨沙子
幸吉の息子の嫁。
樺野俊明
幸吉の亡き息子の友人。刑事。よく幸吉の家で夕食を共にする。

## 書誌情報
- 単行本：『淋しい狩人』（266ページ） 新潮社、1996年10月1日発行、ISBN 978-4-16-329970-9
- 文庫：『淋しい狩人』[2]（329ページ）新潮文庫、1997年1月29日発行、ISBN 978-4-10-136917-4
- 単行本：『淋しい狩人〈新装版〉』[3]（288ページ） 新潮社、2008年3月27日発行、ISBN 978-4-10-375007-9

## テレビドラマ
2013年9月20日にフジテレビ系列の金曜プレステージ（21:00 - 23:13）枠で放送。

### キャスト
- 岩永 幸吉 - 北大路欣也
- 安達 明子 - 加藤あい（少女期：中村ゆりか）
- 岩永 稔 - 須賀健太
- 野呂 優人 - 窪田正孝
- 野呂 - おかやまはじめ
- 長沼（刑事課長） - 中村育二
- 岩永 雅史 - 増沢望
- 笠松 武志 - 駒木根隆介
- 岡本 佳織 - 井村空美
- 佐伯 真 - 柴田明良
- 橋口 加奈 - 綾乃美花
- 野呂 和美 - 南風佳子
- 史恵 - 中島ひろ子
- 飯島 - 螢雪次朗
- 岩永 梨沙子 - 藤田朋子
- 安達 侑子 - 中田喜子
- 安達 和郎 - 森本レオ
- 樺野 俊明 - 田辺誠一
- その他 - 小田桐一、児玉頼信、田中御早希、中村直美、井口玲音、淵澤由樹、相馬眞太

### スタッフ
- 原作 - 宮部みゆき『淋しい狩人』（新潮文庫刊）
- 脚本 - 浜田秀哉
- 監督 - 麻生学
- サウンドデザイン - 石井和之
- 撮影 - 柳田裕男
- 照明 - 宮尾康史
- 音声 - 益子宏明
- 助監督 - 副島宏司
- 音響効果 - 岩崎晋介
- 技術協力 - オムニバス・ジャパン、ビデオスタッフ
- 装飾 - 京映アーツ
- プロット協力 - 難波望
- 企画協力 - 河野治彦（大沢オフィス）
- 編成企画 - 佐藤未郷、成田一樹
- プロデューサー - 菅井敦、井上竜太
- プロデューサー補 - 河野美里
- 制作 - フジテレビ
- 制作著作 - ホリプロ